# 서시베리아 평원

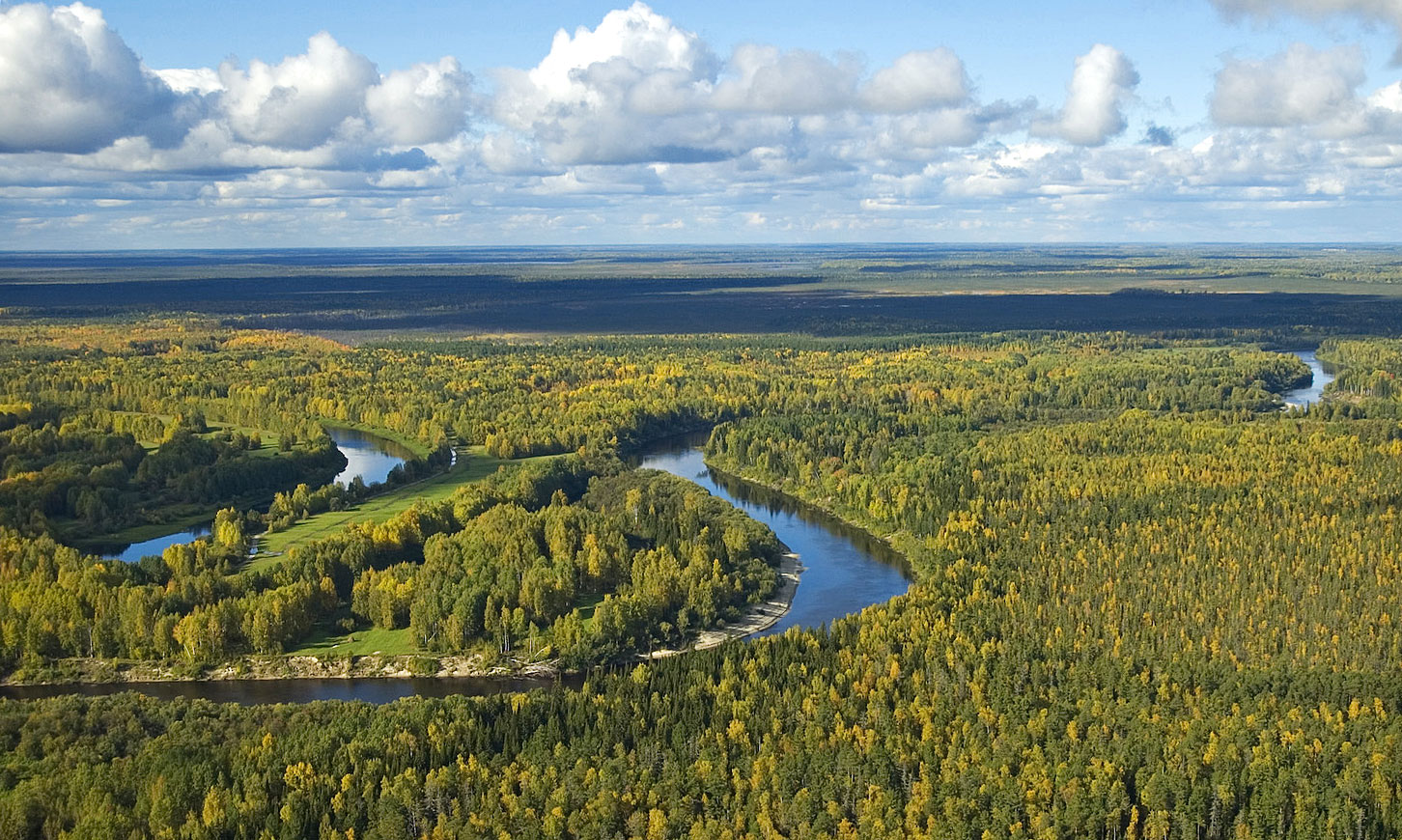

서시베리아 평원(러시아어: За́падно-Сиби́рская равни́на)은 시베리아서부에 위치한 평원으로, 가끔 서시베리아 저지로 불리기도 한다. 서쪽의 우랄산맥에서 동쪽으로는 예니세이강까지 퍼져 있다. 북쪽은 북극해에 접하고, 남쪽은 카자흐 구릉, 알타이산맥까지이다. 면적은 약 300만km2. 남북으로는 2,500km, 동서로는 1,900km이다.
오비강, 이르티시강, 예니세이강이 흐르고, 호수와 늪도 많다. 북부는 툰드라, 중부는 타이가, 남부는 스텝이다.
대량의 석유나 천연가스가 매장되어 있다.

## 같이 보기
- 동유럽 평원